# Одрина, Дмитрий Антонович
Дмитрий Антонович Одрина (укр. Дмитро Антонович Одріна; 1892, Телешовка, Киевская губерния, Российская империя — 16 ноября 1919, Каменец-Подольский, Украинская Народная Республика) — украинский политический и государственный деятель. Министр здравоохранения и заместитель председателя совета министров УНР.

## Биография
Родился в многодетной не богатой семье под Киевом. Учился в четырехклассной земской школе, затем в Киевской фельдшерской школе. Окончил земское фельдшерское училище в Киеве, в 1911 году смог сдать экстерном экзамены за курс Жмеринской мужской гимназии и поступить на медицинский факультет Киевского университета, который окончил в 1916 году.
В университете стал членом Украинской партии социалистов-революционеров. Руководил санитарным поездом на фронте во время Первой мировой войны.
С конца июля 1917 года занимал должность заведующего санитарно-медицинского отдела, стал заместителем Симона Петлюры по военно-санитарным вопросам.
В декабре 1917 года Одрина назначен председателем Генерального военно-санитарного управления армии УНР. С июня 1919 года — министр здравоохранения и заместитель председателя совета министров УНР.
Так-как Антанта была союзницей белогвардейцев, УНР подверглась торговой блокаде, которая распространялась и на лекарственные препараты, вскоре в стране сложилась очень сложная эпидемиологическая обстановка, в разных частях происходили вспышки инфекционных болезней. 16 октября 1919 года Директория УНР обратилась с просьбой о помощи в Международный Красный крест — однако тот проигнорировал просьбу.
В сложившейся ситуации Дмитрий Антонович работал по 16-18 часов в сутки пытаясь изменить положение дел. Вскоре заболел тяжелой формой пятнистого тифа, от которого умер 16 ноября 1919 года в городе Каменец-Подольский, где и похоронен.
Был однокурсником писателя М.А. Булгакова и прототипом доктора Курицкого в его романе Белая гвардия.